# Многочлен Александера
Многочлен Александера — это инвариант узла, который сопоставляет многочлен с целыми коэффициентами узлу любого типа. Джеймс Александер обнаружил его, первый многочлен узла, в 1923. В 1969 Джон Конвей представил версию этого многочлена, ныне носящую название многочлен Александера — Конвея. Этот многочлен можно вычислить с помощью скейн-соотношения, хотя важность этого не была осознана до открытия полинома Джонса в 1984. Вскоре после доработки Конвеем многочлена Александера стало понятно, что похожее скейн-соотношение было и в статье Александера для его многочлена.

## Определение
Пусть K — узел на 3-сфере. Пусть X — бесконечное циклическое накрытие дополнения узла K. Это накрытие можно получить путём разрезания дополнения узла вдоль поверхности Зейферта узла K и склеивания бесконечного числа копий полученного многообразия с границей. Существует накрывающее преобразование t, действующее на X. Обозначим первую группу целочисленных гомологий X как {\displaystyle H_{1}(X)}. Преобразование t действует на эту группу, так что мы можем считать {\displaystyle H_{1}(X)} модулем над {\displaystyle \mathbb {Z} [t,t^{-1}]}. Он называется инвариантом Александера или модулем Александера.
Этот модуль конечно порождён. Матрица копредставления для этого модуля называется матрицей Александера. Если число генераторов r меньше либо равно числу соотношений s, то рассмотрим идеал, порождённый минорами матрицы Александера порядка r. Это нулевой идеал Фиттинга, или идеал Александера, и он не зависит от выбора матрицы копредставления. Если r > s, полагаем идеал равным 0. Если идеал Александера главный, то порождающий элемент этого идеала и называется многочленом Александера данного узла. Поскольку порождающая может быть выбрана однозначно с точностью до умножения на одночлен Лорана {\displaystyle \pm t^{n}}, часто приводят к определённому уникальному виду. Александер выбирал нормализацию, в которой многочлен имеет положительный постоянный член.
Александер доказал, что идеал Александера ненулевой и всегда главный. Таким образом, многочлен Александера всегда существует, и ясно, что это инвариант узла, обозначаемый {\displaystyle \Delta _{K}(t)}. Многочлен Александера для узла, образованного одной нитью, имеет степень 2 и для зеркального отражения узла многочлен будет тем же самым.

## Вычисление многочлена
Следующий алгоритм вычисления многочлена Александера была приведена Дж. В. Александером в своей статье.
Возьмём ориентированную диаграмму узла с n пересечениями. Имеется n + 2 областей диаграммы. Чтобы получить многочлен Александера, сначала построим матрицу инцидентности размера (n, n + 2). n строк соответствуют n пересечениям, а n + 2 столбцов соответствуют областям. Значениями элементов матрицы будут 0, 1, −1, t, −t.

Значения элементов матрицы для областей, смежных пересечению. Линия, отмеченная стрелкой, лежит снизу и стрелка указывает направление обхода.

Рассмотрим элемент матрицы, соответствующий некоторой области и пересечению. Если область не прилегает к пересечению, элемент равен 0. Если область прилегает к пересечению, значение элемента зависит от положения. Рисунок справа показывает значение элементов в матрице для пересечения (лежащий ниже участок узла помечен направлением обхода, для лежащего сверху направление не имеет значения). Следующая таблица задаёт значения элементов в зависимости от положения, области относительно лежащей снизу линии.
слева до пересечения: −t
справа до пересечения: 1
слева после пересечения: t
справа после пересечения: −1
Удалим два столбца, соответствующих смежным регионам из матрицы, и вычислим определитель полученной n х n матрицы. В зависимости от того, какие столбцы удалены, ответ будет отличаться на множитель {\displaystyle \pm t^{n}}. Во избежание неоднозначности разделим многочлен на наибольшую возможную степень t и умножим на −1, если необходимо, для получения положительного коэффициента. Полученный многочлен есть многочлен Александера.
Многочлен Александера можно вычислить, исходя из матрицы Зейферта.
После работы Александера Р. Фокс рассматривал копредставление группы узла {\displaystyle \pi _{1}(S^{3}\backslash K)}, и предложил некоммутативный метод вычисления, который также позволяет вычислить {\displaystyle \Delta _{K}(t)}. Детальное изложение этого подхода можно найти в книге Crowell & Fox (1963).

## Пример построения многочлена

Вычисление многочлена Александера для трилистника.
Стрелка показывает направление обхода, линия со стрелкой проходит снизу.

Построим многочлен Александера для трилистника. На рисунке показаны области (A0, A1, A2, A3, A4) и точки пересечения (P1, P2, P3), а также значения элементов таблицы (рядом с точками пересечения).
Таблица Александера для трилистника примет вид:
| Точка | A0 | A1 | A2 | A3 | A4 |
| P1    | -1 | 0  | -t | t  | 1  |
| P2    | -1 | 1  | -t | 0  | t  |
| P3    | -1 | t  | -t | 1  | 0  |
| ----- | -- | -- | -- | -- | -- |

Отбросим первые два столбца и вычислим определитель: {\displaystyle -t^{3}-t+t^{2}}.
Разделив полученное выражение на {\displaystyle -t}, получим многочлен Александера для трилистника: {\displaystyle t^{2}-t+1}.

## Основные свойства многочлена
Многочлен Александера симметричен: {\displaystyle \Delta _{K}(t^{-1})=\Delta _{K}(t)} для всех узлов K.
С точки зрения определения выше, это выражение изоморфизма Пуанкаре {\displaystyle {\overline {H_{1}X}}\simeq \mathrm {Hom} _{\mathbb {Z} [t,t^{-1}]}(H_{1}X,G)} где {\displaystyle G} — факторгруппа поля частных кольца {\displaystyle \mathbb {Z} [t,t^{-1}]}, рассматриваемого как {\displaystyle \mathbb {Z} [t,t^{-1}]}-модуль, а {\displaystyle {\overline {H_{1}X}}} — сопряжённый {\displaystyle \mathbb {Z} [t,t^{-1}]}-модуль к {\displaystyle H_{1}X} (как абелева группа он идентичен {\displaystyle H_{1}X}, но накрывающее отображение {\displaystyle t} действует как {\displaystyle t^{-1}}).
Кроме того, многочлен Александера принимает значение в 1, по модулю равное единице: {\displaystyle \Delta _{K}(1)=\pm 1}.
С точки зрения определения, это выражение факта, что дополнение узла -- гомологическая окружность, первые гомологии которой порождены накрывающим преобразованием {\displaystyle t}. Более общо, если {\displaystyle M} является 3-многообразием, таким, что {\displaystyle \mathrm {rank} (H_{1}M)=1}, оно имеет многочлен Александера {\displaystyle \Delta _{M}(t)}, определённый как порядковый идеал бесконечного циклического накрывающего пространства. В этом случае {\displaystyle \Delta _{M}(1)}, с точностью до знака, равно порядку подгруппы кручения {\displaystyle H_{1}M}.
Известно, что любой лорановский многочлен с целыми коэффициентами, который симметричен и в точке 1 имеет по модулю значение 1, является многочленом Александера некоторого узла.

## Геометрическая важность многочлена
Поскольку идеал Александера является главным, {\displaystyle \Delta _{K}(t)=1} тогда и только тогда, когда группы узла совершенна (её коммутант совпадает со всей группой узла).
Для топологически срезанного узла многочлен Александера удовлетворяет условию Фокса-Милнора {\displaystyle \Delta _{K}(t)=f(t)f(t^{-1})}, где {\displaystyle f(t)} — некий другой лорановский многочлен с целыми коэффициентами.
Удвоенный род узла ограничен снизу степенью многочлена Александера.
Михаэль Фридман доказал, что узел на 3-сфере является топологически срезанным, то есть границами «локально плоского» топологического диска на 4-мерном шаре, если многочлен Александера узла тривиален.
Луис Кауффман описывает построение многочлена Александера через суммы состояний физических моделей. Обзор этого подхода, а также других связей с физикой даны в другой статье Кауффмана (Kauffman, 2001).
Имеются также другие связи с поверхностями и гладкой 4-мерной топологией. Например, при некоторых предположениях допустима хирургия на 4-многообразии, при которой окрестность двумерного тора заменяется на дополнение узла, умноженное на S1. Результатом будет гладкое 4-многообразие, гомеоморфное исходному, хотя инвариант Зайберга — Виттена меняется (умножается на многочлен Александера узла).
Известно, что узлы с симметрией имеют ограниченные полиномы Александера. См. раздел симметрии в работе Каваути. Однако многочлен Александера может не заметить некоторые симметрии, такие как сильная обратимость.
Если дополнение узла является расслоением над окружностью, то многочлен Александера узла монарен (коэффициенты при старшем и младшем членах равны {\displaystyle \pm 1}). Пусть {\displaystyle S\to C_{K}\to S^{1}} — расслоение, где {\displaystyle C_{K}} — дополнение узла. Обозначим отображение монодромии как {\displaystyle g:S\to S}. Тогда {\displaystyle \Delta _{K}(t)=Det(tI-g_{*})}, где {\displaystyle g_{*}:H_{1}(S)\to H_{1}(S)} — индуцированное отображение в гомологиях.

## Связь с сателлитными операциями
Пусть {\displaystyle K} — сателлитный узел со спутником {\displaystyle K'}, то есть существует вложение {\displaystyle f:S^{1}\times D^{2}\to S^{3}}, такое что {\displaystyle K=f(K')}, где {\displaystyle S^{1}\times D^{2}\subset S^{3}} — незаузлённый сплошной тор, содержащий {\displaystyle K}. Тогда {\displaystyle \Delta _{K}(t)=\Delta _{f(S^{1}\times \{0\})}(t^{a})\Delta _{K'}(t)}. Здесь {\displaystyle a\in \mathbb {Z} } — целое число, которое представляет {\displaystyle K'\subset S^{1}\times D^{2}} в {\displaystyle H_{1}(S^{1}\times D^{2})=\mathbb {Z} }.
Пример: Для связной суммы узлов {\displaystyle \Delta _{K_{1}\#K_{2}}(t)=\Delta _{K_{1}}(t)\Delta _{K_{2}}(t)}. Если {\displaystyle K} является нескрученным двойным узлом Уайтхеда, то {\displaystyle \Delta _{K}(t)=\pm 1}.

## Многочлен Александера — Конвея
Александер показал, что полином Александера удовлетворяет скейн-соотношению. Джон Конвей позже переоткрыл это в другой форме и показал, что скейн-соотношение вместе с выбором значения на тривиальном узле достаточно для определения многочлена. Версия Конвея является многочленом от z с целочисленными коэффициентами, обозначается {\displaystyle \nabla (z)} и называется  многочленом Александера — Конвея (а также многочленом Конвея или  многочленом Конвея — Александера).
Рассмотрим три диаграммы ориентированных зацеплений {\displaystyle L_{+},L_{-},L_{0}}.
Скейн-соотношения Конвея:
- {\displaystyle \nabla (O)=1} (где O — диаграмма тривиального узла)
- {\displaystyle \nabla (L_{+})-\nabla (L_{-})=z\nabla (L_{0})}

Связь со стандартным многочленом Александера задаётся соотношением {\displaystyle \Delta _{L}(t^{2})=\nabla _{L}(t-t^{-1})}. Здесь {\displaystyle \Delta _{L}} должен быть должным образом нормализован (умножением на {\displaystyle \pm t^{n/2}}) чтобы выполнялось скейн-соотношение {\displaystyle \Delta (L_{+})-\Delta (L_{-})=(t^{1/2}-t^{-1/2})\Delta (L_{0})}. Заметим, что это даёт многочлен Лорана от t1/2.

## Связь с гомологиями Хованова
В работах Ожвата и Сабо и Расмуссена многочлен Александера представлен как эйлерова характеристика комплекса, гомологии которого являются изотопическими инвариантами рассматриваемого узла {\displaystyle K}, поэтому теория гомологий Флоера является категорификацией полинома Александера. Подробнее см. в статье «гомологии Хованова».

## Вариации и обобщения
- Многочлен HOMFLY — похожий, но более тонкий инвариант узлов и зацеплений.